# Mastacembelus mastacembelus
Mastacembelus mastacembelus är en fiskart som först beskrevs av Banks och Solander, 1794.  Mastacembelus mastacembelus ingår i släktet Mastacembelus och familjen Mastacembelidae. Inga underarter finns listade i Catalogue of Life.